# Кисидугу
Кисидугу (на френски: Kissidougou) е град в Южна Гвинея, регион Фарана. Административен център на префектура Кисидугу. Населението на града през 2014 година е 102 675 души.